# غاري شو
غاري شو (بالإنجليزية: Gary Shaw)‏ (21 يناير 1961 ببرمنغهام في المملكة المتحدة - 16 سبتمبر 2024) هو لاعب كرة قدم بريطاني في مركز الهجوم. شارك مع منتخب إنجلترا تحت 21 سنة لكرة القدم. أما مع النوادي، فقد لعب مع أستون فيلا وشروزبري تاون وكوبنهاغن بولدكلوب ونادي بلاكبول ونادي كارنتين ونادي كوبنهاغن ونادي كيلمارنوك ونادي والسول وسي بي ‏.

## وصلات خارجية
- غاري شو على موقع الاتحاد الأوربي (الإنجليزية)
- غاري شو على موقع قاعدة بيانات كرة القدم.إي يو (الإنجليزية)
- غاري شو على موقع Soccerbase.com (لاعب) (الإنجليزية)
- غاري شو على موقع عالم كرة القدم.نت (الإنجليزية)